# Vaux-sur-Aure
Vaux-sur-Aure település Franciaországban, Calvados megyében. Lakosainak száma 284 fő (2022. január 1.). Vaux-sur-Aure Bayeux, Commes, Longues-sur-Mer, Maisons, Saint-Vigor-le-Grand, Sully és Vaucelles községekkel határos.

## Népesség
A település népessége az elmúlt években az alábbi módon változott:
| Lakosok száma | 250  | 318  | 324  | 305  | 336  | 348  | 336  | 307  | 299  | 284  |
|               | 1968 | 1982 | 1990 | 2006 | 2013 | 2015 | 2017 | 2019 | 2020 | 2022 |